# Александровский сельский совет (Изюмский район)
Александровский сельский совет — входит в состав Изюмского района Харьковской области Украины.
Административный центр сельского совета находится в селе Александровка.

## Населённые пункты совета
- село Александровка
- село Боголюбовка
- село Козютовка
- село Подвысокое
- село Родной Край